# Кравец, Николай Николаевич
Николай Николаевич Кравец (24 ноября 1928, Бабице, Люблинское воеводство — 20 июля 2011, Винница) — советский историк, исследователь историографии, политических движений, социального и экономического развития, культуры Украины, политической истории Франции, Германии, Польши, доцент (1965), доктор исторических наук, профессор (1968), почётный профессор НаУКМА (1996).

## Биография
Родился 28 ноября 1928 года в селе Бабичи Билгорайского повета Люблинского воеводства.
В 1935 году пошёл учиться сначала в польскую, впоследствии украинскую школу. После её окончания в 1944 году учился в Грубешевской украинской учительской семинарии. После изгнания германских войск советской армией отец с семьёй был депортирован на Днепропетровщину. Семья поселилась в городе Апостолово. В январе-июле 1945 года учился в Никопольском педагогическом училище.
Получив диплом учителя начальных классов, с сентября 1945 по август 1946 года работал в начальной школе в селе Новая Марьяновка Апостоловского района. В сентябре 1946 года отправился на Волынь продолжать получать образование на историческом факультете Луцкого учительского института, который окончил с отличием в июле 1948 года. В течение года после окончания института учительствовал в семилетней школе в селе Галичане Берестечковского района на Волыни. В то же время, заочно учился на историческом факультете Львовского педагогического института.
В 1954 году защитил кандидатскую диссертацию на тему «Борьба трудящихся Волыни против социального и национального гнета за воссоединение с Украинской ССР в 1921—1939 годах». Работал в Прикарпатском университете, в 1958 году вернулся во Львовский университет.
В 1965 году защитил докторскую диссертацию на тему «Крестьянство Восточной Галиции и Северной Буковины во второй половине XIX века».
В 1968—1972 годах — заведующий кафедрой истори УССР Львовского университета.
В 1972—1975 годах работал на Буковине заведующим кафедрой истории СССР и УССР Черновицкого государственного университета.
В 1975 году возглавил кафедру общей истории на историческом факультете Винницкого государственного педагогического института.
Умер 20 июля 2011 года, похоронен в городе Виннице.

## Научная деятельность
Занимался краеведческой деятельностью, был организатором 17-и краеведческих конференций на Винничине.

### Научные труды
- Очерки рабочего движения в Западной Украине в 1921–1939 гг. Киев, 1961.
- Крестьянство Восточной Галиции и Северной Буковины во второй половине XIX ст. Львов, 1964.
- Роль Запорожской Сечи в освободительной борьбе украинского народа. Винница, 1999.